# Morschen
Morschen ist eine Gemeinde im nordhessischen Schwalm-Eder-Kreis.

## Geographie

### Geographische Lage
Morschen liegt im Fuldatal südlich von Kassel und nördlich von Rotenburg an der Fulda und Bebra.

### Nachbargemeinden
Morschen grenzt im Norden an die Städte Melsungen und Spangenberg (beide im Schwalm-Eder-Kreis), im Südosten an die Gemeinde Alheim (Landkreis Hersfeld-Rotenburg), im Südwesten an die Gemeinde Knüllwald sowie im Westen an die Gemeinde Malsfeld (beide im Schwalm-Eder-Kreis).

### Gemeindegliederung
Die Gemeinde besteht aus sieben Ortsteilen, die vor dem 1. Januar 1974 zum aufgelösten Landkreis Melsungen gehörten.
| Stadtteil   | Eingemeindung     | Einwohner |
| ----------- | ----------------- | --------- |
| Altmorschen | 1. Juli 1971      | 1.430     |
| Binsförth   | 1. April 1972     | 262       |
| Eubach      | 1. Juli 1971      | 161       |
| Heina       | 1. Januar 1974    | 224       |
| Konnefeld   | 1. Januar 1974    | 370       |
| Neumorschen | 1. Januar 1974    | 694       |
| Wichte      | 31. Dezember 1971 | 245       |

## Geschichte
Gemeindebildung
Die Gemeinde Morschen wurde im Zuge der Gebietsreform in Hessen am 1. Januar 1974 kraft Landesgesetz durch den Zusammenschluss der bis dahin eigenständigen Gemeinden Altmorschen, Heina, Konnefeld und Neumorschen gebildet. Zuvor waren bereits die Gemeinden Binsförth (am 1. April 1972), Eubach (am 1. Juli 1971) und Wichte (am 31. Dezember 1971) auf freiwilliger Basis in die Gemeinde Altmorschen eingemeindet worden. Altmorschen wurde Sitz der Gemeindeverwaltung. Gleichzeitig mit dem Zusammenschluss zur Gemeinde Morschen wechselte diese in den neu gebildeten Schwalm-Eder-Kreis. Für alle ehemaligen Gemeinden von Morschen wurden Ortsbezirke mit Ortsbeirat und Ortsvorsteher nach der Hessischen Gemeindeordnung gebildet.
Elternmord in Morschen
Die Gemeinde erlangte durch den medial stark rezipierten Elternmord von Morschen von 1997 deutschlandweite Bekanntheit.

## Bevölkerung

### Einwohnerstruktur 2011
Nach den Erhebungen des Zensus 2011 lebten am Stichtag, dem 9. Mai 2011, in Morschen 3509 Einwohner. Darunter waren 61 (1,7 %) Ausländer, von denen 43 aus dem EU-Ausland, 6 aus anderen europäischen Ländern und 12 aus anderen Staaten kamen. Die Einwohner lebten in 1518 Haushalten. Davon waren 404 Singlehaushalte, 407 Paare ohne Kinder und 528 Paare mit Kindern, sowie 154 Alleinerziehende und 25 Wohngemeinschaften.
2677 Einwohner gehörten der evangelischen (67,3 %) und 218 Einwohner der katholischen (6,2 %) Konfession an.

### Einwohnerentwicklung
| Morschen: Einwohnerzahlen von 1975 bis 2021                       | Morschen: Einwohnerzahlen von 1975 bis 2021 | Morschen: Einwohnerzahlen von 1975 bis 2021 | Morschen: Einwohnerzahlen von 1975 bis 2021 | Morschen: Einwohnerzahlen von 1975 bis 2021 |
| ----------------------------------------------------------------- | ------------------------------------------- | ------------------------------------------- | ------------------------------------------- | ------------------------------------------- |
| Jahr                                                              |                                             |                                             |                                             | Einwohner                                   |
| 1975                                                              | 1975                                        |                                             | 3.978                                       | 3.978                                       |
| 1980                                                              | 1980                                        |                                             | 3.871                                       | 3.871                                       |
| 1985                                                              | 1985                                        |                                             | 3.807                                       | 3.807                                       |
| 1990                                                              | 1990                                        |                                             | 3.827                                       | 3.827                                       |
| 1995                                                              | 1995                                        |                                             | 4.060                                       | 4.060                                       |
| 2000                                                              | 2000                                        |                                             | 3.968                                       | 3.968                                       |
| 2005                                                              | 2005                                        |                                             | 3.847                                       | 3.847                                       |
| 2010                                                              | 2010                                        |                                             | 3.641                                       | 3.641                                       |
| 2011                                                              | 2011                                        |                                             | 3.509                                       | 3.509                                       |
| 2015                                                              | 2015                                        |                                             | 3.333                                       | 3.333                                       |
| 2021                                                              | 2021                                        |                                             | 3.159                                       | 3.159                                       |
| Quellen: Hessisches Statistisches Informationssystem; Zensus 2011 |                                             |                                             |                                             |                                             |

### Historische Religionszugehörigkeit
| • 1987: | 3314 evangelische (= 88,8 %), 275 katholische (= 7,4 %), 142 sonstige (= 3,8 %) Einwohner  |
| • 2011: | 2669 evangelische (= 76,1 %), 221 katholische (= 6,3 %), 619 sonstige (= 17,6 %) Einwohner |

## Politik

### Gemeindevertretung
Die Kommunalwahl am 14. März 2021 lieferte folgendes Ergebnis, in Vergleich gesetzt zu früheren Kommunalwahlen:
| Gemeindevertretung – Kommunalwahlen 2021                                                                              | Gemeindevertretung – Kommunalwahlen 2021                            |
| --- | ------------------------------------------------------------------- |
| Stimmenanteil in %Wahlbeteiligung 58,9 % 50403020100 42,4 (+11,8)36,0 (−5,6)16,2 (−0,5)5,4 (−5,7) FWSPDFDPCDU20162021 | SitzverteilungInsgesamt 17 Sitze - SPD: 6 - FW: 7 - CDU: 1 - FDP: 3 |

| Parteien und Wählergemeinschaften | Parteien und Wählergemeinschaften           | % 2021 | Sitze 2021 | % 2016 | Sitze 2016 | % 2011 | Sitze 2011 | % 2006 | Sitze 2006 | % 2001 | Sitze 2001 |
| --------------------------------- | ------------------------------------------- | ------ | ---------- | ------ | ---------- | ------ | ---------- | ------ | ---------- | ------ | ---------- |
| FW                                | Freie Wähler Morschen                       | 42,4   | 7          | 30,6   | 7          | —      | —          | —      | —          | —      | —          |
| SPD                               | Sozialdemokratische Partei Deutschlands     | 36,0   | 6          | 41,6   | 10         | 60,1   | 14         | 62,1   | 14         | 57,8   | 13         |
| FDP                               | Freie Demokratische Partei                  | 16,2   | 3          | 16,7   | 4          | 19,0   | 4          | 16,9   | 4          | 18,4   | 4          |
| CDU                               | Christlich Demokratische Union Deutschlands | 5,4    | 1          | 11,1   | 2          | 20,9   | 5          | 21,0   | 5          | 19,8   | 5          |
| Grüne                             | Bündnis 90/Die Grünen                       | —      | —          | —      | —          | —      | —          | —      | —          | 4,0    | 1          |
| Gesamt                            | Gesamt                                      | 100,0  | 17         | 100,0  | 23         | 100,0  | 23         | 100,0  | 23         | 100,0  | 23         |
| Wahlbeteiligung in %              | Wahlbeteiligung in %                        | 58,9   | 58,9       | 69,7   | 69,7       | 57,2   | 57,2       | 56,0   | 56,0       | 67,4   | 67,4       |

### Bürgermeister
Nach der hessischen Kommunalverfassung wird der Bürgermeister für eine sechsjährige Amtszeit gewählt, seit dem Jahr 1993 in einer Direktwahl, und ist Vorsitzender des Gemeindevorstands, dem in der Gemeinde Morschen neben dem Bürgermeister ehrenamtlich ein Erster Beigeordneter und drei weitere Beigeordnete angehören. Bürgermeister ist seit dem 1. November 2022 Roland Zobel (FDP). Er setzte sich am 25. September 2022 im ersten Wahlgang einer Wahlwiederholung gegen den Amtsinhaber Ingo Böhm (SPD) durch, der sich noch einmal um eine zweite Amtszeit beworben hatte, nachdem er zunächst am 6. März 2022 ohne Gegenkandidaten zur Wiederwahl getreten war, aber durchfiel, weil 51,29 Prozent der Wähler gegen ihn mit „nein“ stimmten. Roland Zobel erhielt bei 63,05 Prozent Wahlbeteiligung 56,16 Prozent der Stimmen.
Amtszeiten der Bürgermeister
- 2022–2028 Roland Zobel (FDP)[17]
- 2016–2022 Ingo Böhm (SPD)[21]
- 1998–2016 Herbert Wohlgemuth
- 1974–1998 Joachim Kohlhaas

### Ortsbeiräte
Für die Ortsteile Altmorschen, Binsförth, Eubach, Heina, Konnefeld, Neumorschen und Wichte bestehen Ortsbezirke nach Maßgabe der §§ 81 und 82 HGO und des Kommunalwahlgesetzes in der jeweils gültigen Fassung. Die Ortsbeiräte bestehen aus fünf Mitgliedern. Der Ortsbeirat des Ortsbezirks wird im Rahmen der Kommunalwahlen gewählt und bestimmt aus seiner Mitte den/die Ortsvorsteher/in. Die Ortsbezirksgrenzen entsprechen den Gemarkungen der eingegliederten ehemaligen Gemeinden.

### Wappen
Das Wappen wurde am 25. Mai 1981 durch das Hessische Ministerium des Innern genehmigt.
| Wappen von Morschen | Blasonierung: „Im grünen Schild unter drei und bewinkelt von vier weiteren silbernen Kleeblättern ein schräglinkes silbernes Winzermesser, schrägrechts überkreuzt von einem goldenen Lilienzepter.“ |
| Wappen von Morschen | Wappenbegründung: Das Lilienzepter soll zum einen auf das althessische Gericht Morschen und zugleich aber auch auf die für die Gemeinde bedeutende Zisterzienserinnenabtei Haydau hinweisen, deren Patronin die Jungfrau Maria ist. Das Winzermesser steht für den nördlichsten Weinbau an der Fulda und die sieben Kleeblätter versinnbildlichen die sieben Ortsteile der heutigen Großgemeinde. Die Gestaltung des Wappens lag in den Händen des Bad Nauheimer Heraldikers Heinz Ritt. |

## Kultur und Sehenswürdigkeiten
Die Gesamtgemeinde Morschen weist ein breites Spektrum historischer und kultureller Sehenswürdigkeiten auf. Besonders das Kloster Haydau, die historische Marktstrasse in Neumorschen, das spätbarocke Herrenhaus „Altes Forstamt“ und der jüdische Friedhof von Binsförth ragen überregional heraus. Zur Regionalgeschichte informieren das Feuerwehrmuseum in Altmorschen und das Heimatmuseum Wichte. Auch im Ortsarchiv und im Kloster Haydau befinden sich lokalgeschichtliche Ausstellungen.

### Altmorschen

#### Bahnhof Altmorschen
Bei dem in den 1860er Jahren eröffneten Gebäude handelt es sich um eines der wenigen restaurierten Beispiele eines Bahnhofs der Gründerzeit aus rotem Backstein (fast 80 Jahre lang war er, wie fast alle ähnlichen Bahnhöfe in Deutschland, im Stil der Neuen Sachlichkeit weiß getüncht).

#### Altes Forstamt
Das Gebäude, welches aufgrund seiner früheren Funktion auch als „Poststation“ bezeichnet wird, ist ein herrschaftliches spätbarockes Fachwerkhaus des 17. Jahrhunderts. Die erhaltenen Keller gehen jedoch bis in das 13. Jahrhundert zurück. Heute befindet sich dort ein Hotel und öffentlich zugängliche Gastronomie.

#### Rathaus Morschen
Das Rathaus ist im ehemaligen Hof Raabe im Zentrum des historischen Ortskerns von Altmorschen untergebracht. Es handelt sich um ein Fachwerkhaus des 18. Jahrhunderts mit modernen Anbauten.

#### Alte Schule
Das älteste Schulhaus Morschens und eines der ältesten Nordhessens entstand im frühen 18. Jahrhundert in Fachwerkbauweise. Das Gebäude diente bis in die 1960er Jahre als Grundschule. Im 19. Jahrhundert beherbergte es auch die Forst-Schule.

#### Alte Dorfkirche
Im Oberdorf von Altmorschen gelegen blieb von der Kirche aus der Zeit um 1200 nur der Turm erhalten, der bis in die jüngste Vergangenheit noch zu Gottesdiensten genutzt wurde. Die Ruine ist von einem Friedhof mit historischen Grabsteinen umgeben.

#### Feuerwehrmuseum
Das Museum außerhalb der Altstadt beherbergt Exponate der regionalen Feuerwehrgeschichte seit dem 19. Jahrhundert.

#### Kloster Haydau

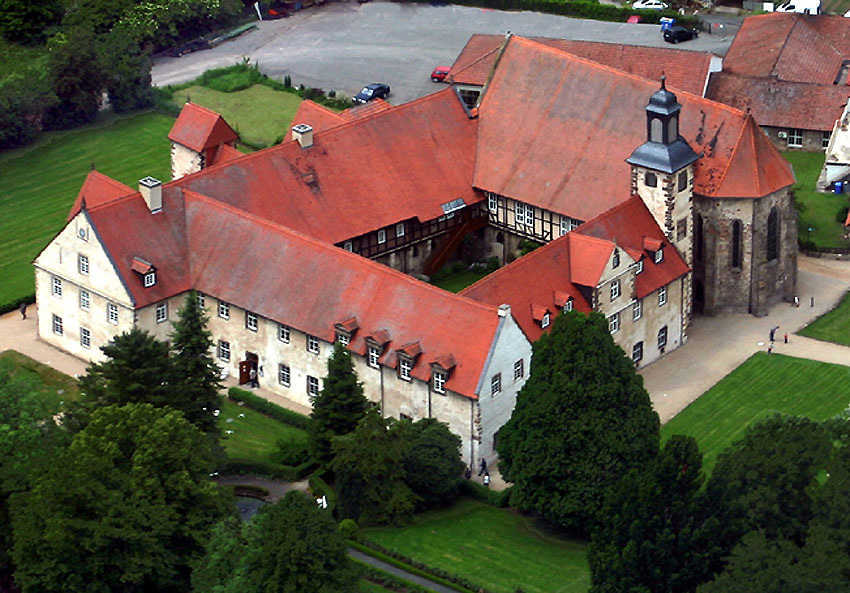
Kloster Haydau 2005

Kloster Haydau, ein ehemaliges Zisterzienser Nonnenkloster, Mitte des 13. bis Anfang des 14. Jahrhunderts erbaut und Mitte des 16. und im 17. Jahrhundert umgebaut zum landgräflichen Schloss. Von 1985 bis 2001 wurde das Kloster in einem Modellprojekt gesichert und saniert.
Unter dem Motto Leben • Begegnungen • Perspektiven wird Kloster Haydau heute für Tagungen, Kongresse, Kunst, Kultur, Hochzeiten und Familienfeiern genutzt. Jährlich besuchen viele Gäste Konzerte, Ausstellungen, Seminare, Theater, Lesungen, Symposien, ebenso wie viele Familien und junge Paare ihre persönlichen Feiern in den Räumen des Klosters begehen.

#### Waltari-Bergmann-Platz
Der im Ortskern von Altmorschen gelegene Platz wurde 2018 zum hundertsten Geburtstag des Historikers und Ehrenbürgers von Morschen, Waltari Bergmann, eingeweiht. Auf dem Platz befindet sich ein Denkmal zu Ehren des Namensgebers.

#### Kapellberg
Auf der durch ein hohes Holzkreuz gekennzeichneten Anhöhe, dem Kapellberg, südlich von Altmorschen befand sich um 1500 eine inzwischen verschwundene Wallfahrtskapelle des Klosters Haydau. Laut einer Legende soll Bonifatius dort schon um 725 eine erste Kapelle erbaut haben, wozu wissenschaftliche Beweise allerdings fehlen.

#### Ortsarchiv
Im ehemaligen Haus Schröder, Teil der Domäne Haydau, sind Räumlichkeiten zur Unterbringung des Ortsarchivs, ferner Ausstellungs- und Sitzungsräume entstanden. Das Archiv ist auf Voranmeldung öffentlich zugänglich. Die Ausstellung widmet sich u. a. dem Rührfix als für Morschen wichtigem zeitgeschichtlichen Erzeugnis.

#### Gemeinde- und Schulbücherei
Die Bücherei ist an drei Tagen die Woche öffentlich zugänglich. Sie befindet sich im Gebäude der Georg-August-Zinn-Schule.

### Neumorschen

#### Dorfaue Neumorschen
An der historisch bedeutsamen Marktstraße stehen vorwiegend giebelständige Fachwerkhäuser des 17. und 18. Jahrhunderts, wobei besonders der historische Ratskeller aus dem 17. Jahrhundert mit dem Dachreiter hervorsticht. Ein anderes markantes Fachwerkhaus aus dem späten 18. Jahrhundert ist das Gasthaus Horn, in welchem sowohl der örtliche Heimatverein (1908) wie der Schützenverein (1928) gegründet wurde. Es steht nach dem Tod des letzten Betreibers Josef Priller 2010 nach mehreren Eigentümerwechseln seit Jahren leer.
Entlang der Marktstraße verläuft eine offene Wasserrinne. Im Jahre 2012 wurde der in der Mitte der Straße stehende Pavillon des 20. Jahrhunderts restauriert.

#### Wehrkirche Neumorschen
Das in Neumorschen befindliche Feldsteinbauwerk, die Wehrkirche, aus dem frühen 13. Jahrhundert ist die älteste Kirche Morschens, gründet auf einer spätromanischen Chorturmanlage und ist von einem Wehrkirchhof des 15. Jahrhunderts umgeben. Davon zeugen noch heute die Schießscharten in der Ringmauer. 1730 wurde eine romantische Orgel mit kunstvollen Schnitzereien am Prospekt eingebaut.

#### Heckenmühle
Die „Heckenmühle“ in Neumorschen ist ein Fachwerkbau aus dem frühen 17. Jahrhundert, der 1618 erstmals erwähnt wird. Sie stellt ein bedeutendes Zeugnis regionaler Wirtschaftsgeschichte dar.

#### Obermühle Neumorschen
Die Obermühle Neumorschen ist eine bis 1958 betriebene Wassermühle am Ufer der Fulda. Das Gebäude ist ein Fachwerkhaus, dessen Kern bis ins 16. Jahrhundert zurückgeht und ebenso lange als Mühle dokumentiert ist.

#### Fährhafen
Auf der Fulda fahren (nach Absprache) Flöße von Morschen bis nach Melsungen.

#### Ruhlengut
Denkmalgeschützter Bauernhof, dessen Name aus der Neumorscher Chronik sich bis ins 15. Jahrhundert urkundlich nachweisen lässt. Ursprünglich war der Hof ein Vorwerk des Klosters Haydau in Altmorschen, das diesen Namen trug. Ab dem 16. Jahrhundert war der Hof im Besitz der Familie Hartung, bis er 1904 den Besitzer wechselte. Dessen Nachfahren betreiben ihn als Biohof auf 45 ha Ackerfläche und 12 ha Wald.

### Heina

#### Historischer Ortskern Heina
Um eine mittelalterliche Wehrkirche aus Feldsteinen gruppieren sich Fachwerkhäuser des 17., 18. und 19. Jahrhunderts. Dem ländlichen Charakter der Ortschaft entsprechend schließen sich an die Gebäude zum Teil bis heute betriebene Bauernhöfe an. Nahe der Kirche hat sich ein steinerner Gerichtstisch erhalten. An der Umfassungsmauer der Kirche befindet sich ein Ehrenmal für die Gefallenen beider Weltkriege.

#### Gipfelkreuz
Nach einer regionalen Überlieferung soll Bonifatius 723 n. Chr. südlich von Heina auf einer exponierten Anhöhe hoch über dem Fuldatal gepredigt haben. Aufgrund des Andrangs bei seiner Predigt wird diese Flur „Gedränge“ genannt. Eine Eiche, die an dieser Stelle wuchs, soll von Bonifatius gefällt worden sein. In Erinnerung daran wurde 2001 ein neuer Eichbaum gepflanzt und ein Gedenkstein mit Erinnerungstafel aufgestellt. Ostern 2012 wurde ein neues Gipfelkreuz aus Holz für Andachten errichtet. An dem Kreuz vorbei führt der Jakobsweg.

#### Wildsberghütte
Das als Grillplatz und Ausflugsziel frequentierte Blockhaus steht auf einer Anhöhe auf halbem Weg zwischen Heina und Beiseförth (Malsfeld). Von dort öffnet sich ein guter Blick auf das am Fuße des Wildsbergs gelegene Fulda-Tal.

### Konnefeld

#### Gerichtsplatz und Wehrkirche
Im Zentrum des aus Fachwerkhäusern bestehenden Ortskerns steht die spätgotische Wehrkirche (15. Jahrhundert), umgeben von einem historischen Friedhof, der bis ins 19. Jahrhundert als Gerichtsplatz diente. Er gilt durch die selten gute Erhaltung seiner Architektur und die charakteristischen Dorflinden als Paradebeispiel einer derartigen Einrichtung in Nord-Hessen.

### Wichte

#### Heimatmuseum Wichte
Seit 2019 beherbergt das von einem Verein betriebene Museum in einem Fachwerkhaus des 18. Jahrhunderts regionale Sammlungen zur Volkskunde und Geologie (Fossilien). Es liegt eingebettet in den historischen Ortskern von Wichte.

### Binsförth

#### Jüdischer Friedhof
Im Ortsteil Binsförth befindet sich der älteste jüdische Friedhof in Nordhessen. 256 Grabsteine aus der Zeit von 1694 bis 1937 sind auf dem 5540 m² großen Friedhof vorhanden.

#### Burg Binsförth
Die Burg Binsförth oder das auch als Rittergut bezeichnete Gehöft stammt im Kern aus dem 13. Jahrhundert. Gegenwärtig wird es von einem ökologischen Betrieb bewirtschaftet. Jährlich finden auf dem Gelände öffentliche Veranstaltungen statt.

### Eubach

#### Dorfkirche Eubach
Die Dorfkirche von Eubach zeichnet sich besonders durch ihre Lage auf einer Anhöhe aus. In den 1860er Jahren wurde sie teilweise mit Steinen der verfallenen Kirche in der Wüstung Schönewald errichtet, auch der Altar der Ruine wurde hierher überführt und überarbeitet.

#### Wüstung Schönewald mit Kirchenruine
Schönewald ist eine im Mittelalter gegründete Siedlung. Sie wurde im Dreißigjährigen Krieg zerstört und verlassen. In den letzten Jahrzehnten wurden die Steinfundamente der Häuser freigelegt und sind zu besichtigen; besonders die Ruine der alten Dorfkirche sticht hervor.

### Naturdenkmale/Sehenswerte Bäume
- Historische Linde (Naturdenkmal, auf dem Halberge, Neumorschen)
- Riesenmammutbaum (Am Galgenbusch, Altmorschen)
- Riesenmammutbaum (Obere Straße, Heina)

Der Baum steht am Rand des Ortsteils auf einem freien Feld. Er wurde in der zweiten Hälfte des 20. Jahrhunderts gepflanzt und ist eines der seltenen Beispiele dieser nordamerikanischen Riesenbäume in Nordhessen.
- Bonifatius-Eiche (Im Gedränge, Heina)
- Mord-Buche (Wildsbergweg, Heina)

Die Mord-Buche, eine abgestorbene Baumrippe, war Zeugnis eines von Waltari Bergmann rekonstruierten historischen Mordfalls des frühen 19. Jahrhunderts. Nach dem Umsturz des toten Baumes wurde die Hinweistafel an einer danebenstehenden Buche angebracht und um eine Informationstafel ergänzt. Der Platz befindet sich auf halbem Weg zwischen Heina und Beiseförth (Malsfeld).

## Wirtschaft und Infrastruktur

### Verkehr

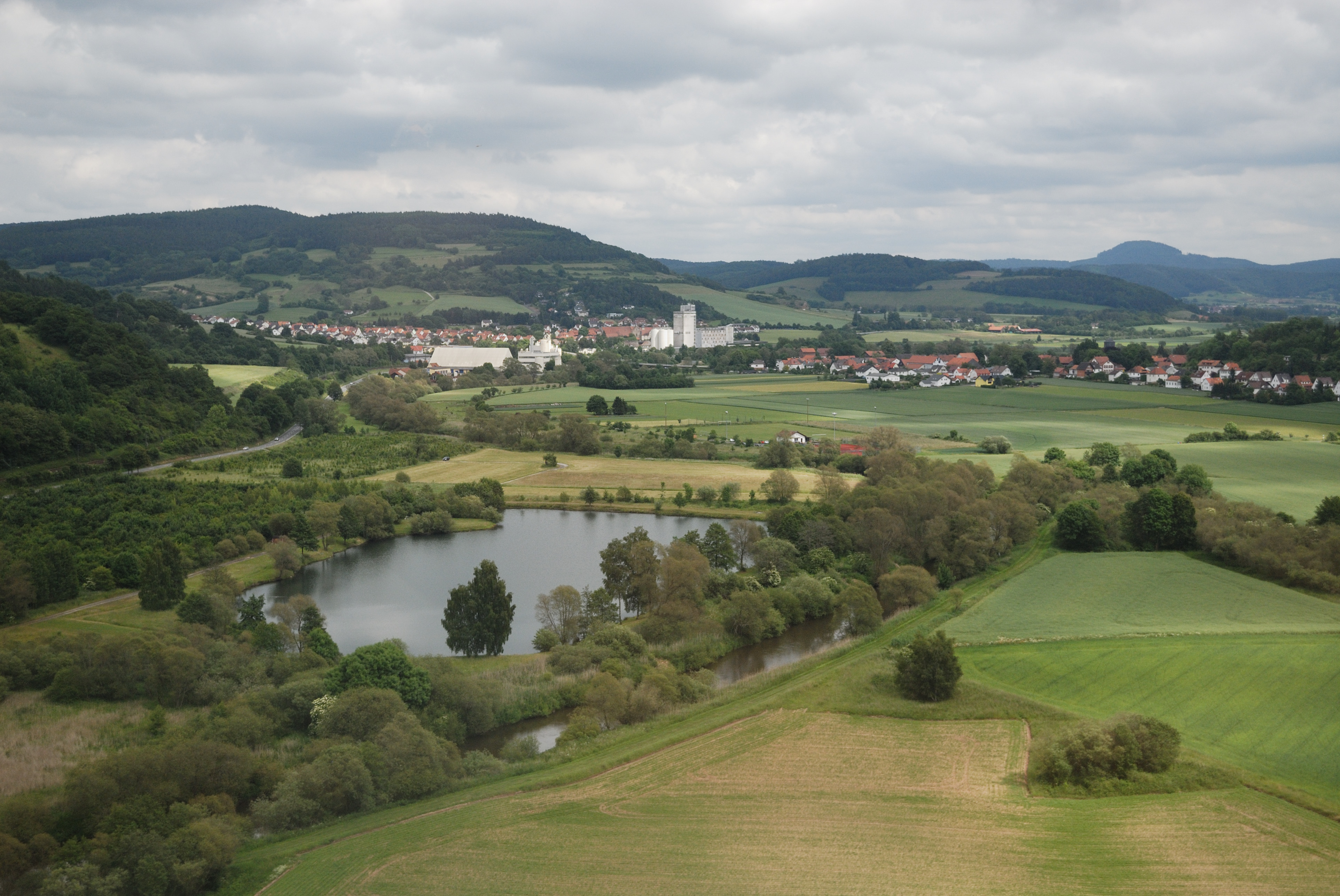
Blick von der Fuldatalbrücke Morschen auf die Gemeinde

Morschen liegt an der Bundesstraße 83 (Kassel–Bebra). Zur Autobahn A 7 (Kassel–Würzburg), Anschlussstelle Malsfeld (83) sind es ca. 11 km. Die Gemeinde gehört dem Nordhessischen Verkehrsverbund an. Mit der Regionalbahn erreicht man von der Station Altmorschen auf der Bahnstrecke Bebra–Baunatal-Guntershausen das Oberzentrum Kassel tagsüber im Stundentakt in rund 40 Minuten.

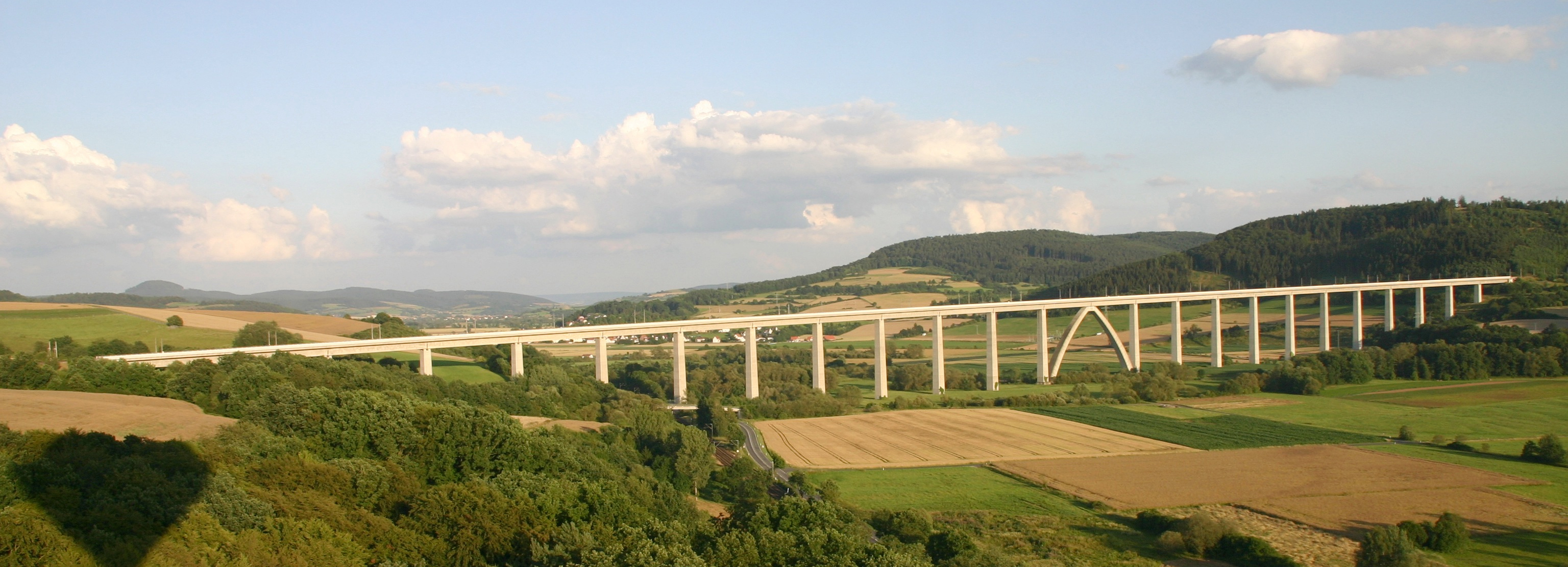
Westansicht der Fuldatalbrücke

Die Fuldatalbrücke der ICE-Schnellfahrstrecke Hannover–Würzburg überspannt zwischen Binsförth und Alt-/Neumorschen in einer Höhe von maximal 75 m über Grund das Fuldatal.

### Energie
Südlich des Ortsteils Wichte befindet sich einer der vier gegenseitigen Kreuzungen von 110-kV-Bahnstromleitungen in Deutschland, und zwar unterquert die Bahnstromleitung Fulda–Körle die Bahnstromleitung Borken–Bebra (siehe auch Liste von Bahnstromanlagen in Deutschland).

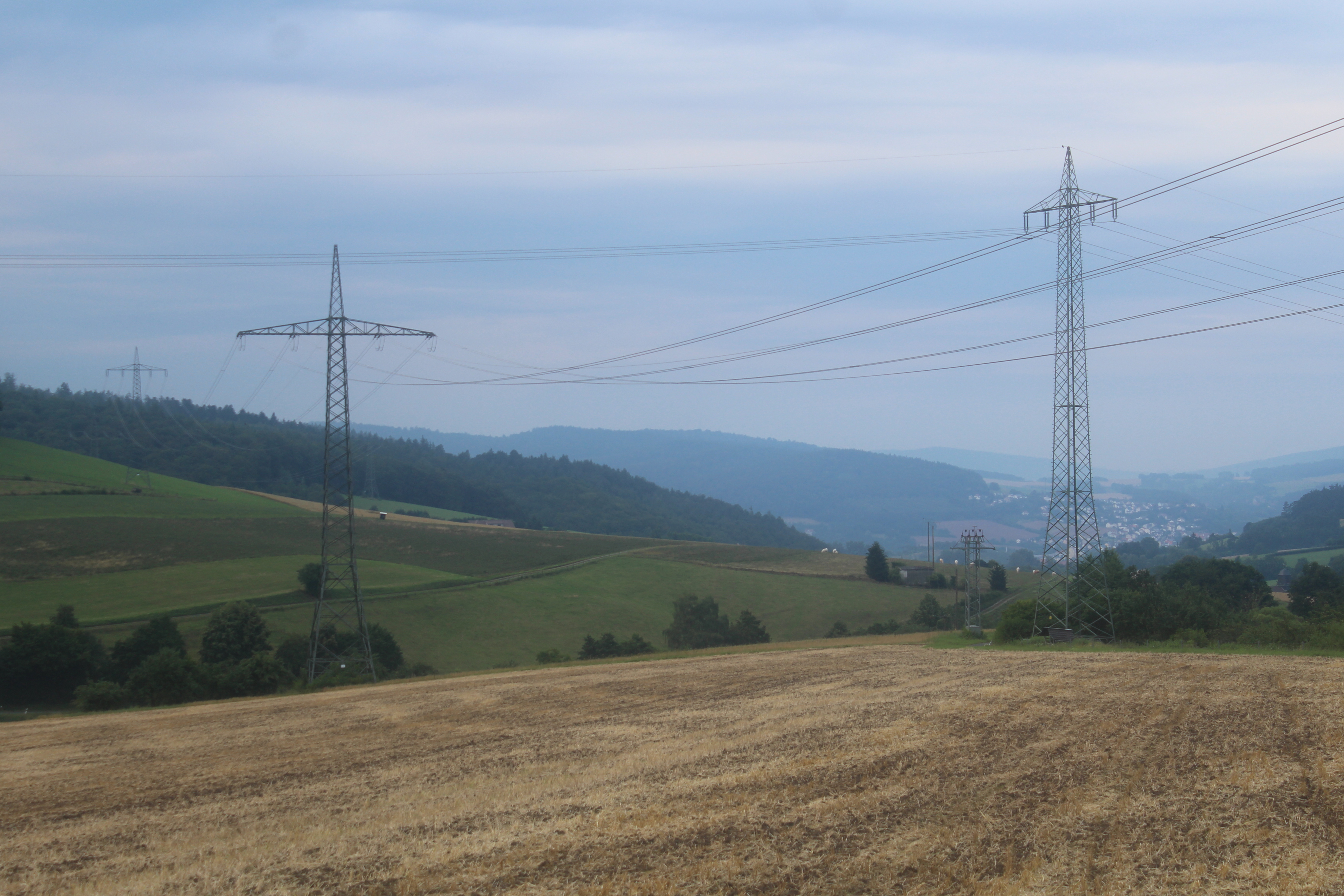
Bahnstromleitung Fulda–Körle unterquert die Bahnstromleitung Borken–Bebra

### Radwanderwege
Durch das Gemeindegebiet führen folgende Radwanderwege:
- Der Hessische Radfernweg R1 (Fulda-Radweg) führt über 250 km von den Höhen der Rhön entlang der Fulda bis Bad Karlshafen an der Weser.
- Der Hessische Radfernweg R5 (Nordhessenroute Eder–Fulda–Werra) führt über 220 km von Willingen im Upland entlang des südlichen Ederseeufers, über Homberg (Efze) und Rotenburg an der Fulda bis nach Wanfried an der Werra.
- Die D-Route 9 (Weser–Romantische Straße) führt von der Nordsee über Bremen, Kassel, Fulda und das Taubertal nach Füssen im Allgäu (1.197 km).

### Unternehmen
Größter Arbeitgeber in der Gemeinde ist ein Tief- und Straßenbauunternehmen. Eine bunte Palette von Handwerksbetrieben und Fachgeschäften bereichert das Arbeitsangebot vor Ort.
Ein Drei-Sterne-Hotel und verschiedene Gaststätten und Pensionen bieten Übernachtungsmöglichkeiten an.

### Grundversorgung
Die Grundversorgung mit Dingen des täglichen Bedarfs (Lebensmittel, Getränke, Back- und Drogeriewaren) ist ebenso gewährleistet wie die ärztliche Versorgung mit den in der Gemeinde ansässigen Praxen für Allgemein- und Zahnmedizin und der Apotheke.
Im größten Ortsteil Altmorschen sind Gemeindeverwaltung, Mittelpunktsgrundschule (mit Turnhalle), ein Kindergarten (ein weiterer Kindergarten befindet sich im Ortsteil Neumorschen), Postagentur, Bank und Sparkasse.
Sportanlagen in Alt- und Neumorschen, Binsförth und Konnefeld ergänzen das Freizeitangebot in der waldreichen Gemeinde.

## Persönlichkeiten

### Mit Morschen verbunden
- Johann Sutel (um 1504–1575), evangelischer Theologe und Reformator, geboren in Morschen
- Bernhard Christoph Faust (1755–1842), Mediziner, wirkte in Altmorschen
- August Heinzerling (1899–1989), Erfinder des Rührfix, produzierte in Altmorschen
- Eugen Mahler (1927–2019), Künstler und Professor an der Universität Kassel für Psychoanalyse und Gruppendynamik, lebte und arbeitete in Morschen
- Anna-Sophie Mahler (* 1979), Regisseurin, wuchs in Altmorschen auf
- Nils Seethaler (* 1981), Kulturanthropologe, lebte in Heina
- Jascha Küllmer (* 1989), Moderator, wuchs auf in Binsförth

### Ehrenbürger
- 1981: Waltari Bergmann (1918–2000), Lehrer und Heimatforscher
- 1998: Gottfried Kiesow (1931–2011), deutscher Denkmalschützer
- 2001: Ludwig Georg Braun (* 1943), deutscher Unternehmer